# Binaria nigra
Binaria nigra là một loài thực vật có hoa trong họ Đậu. Loài này được (Britton & Killip) SCHMITZ mô tả khoa học đầu tiên năm 1973.